# Franz Grasser

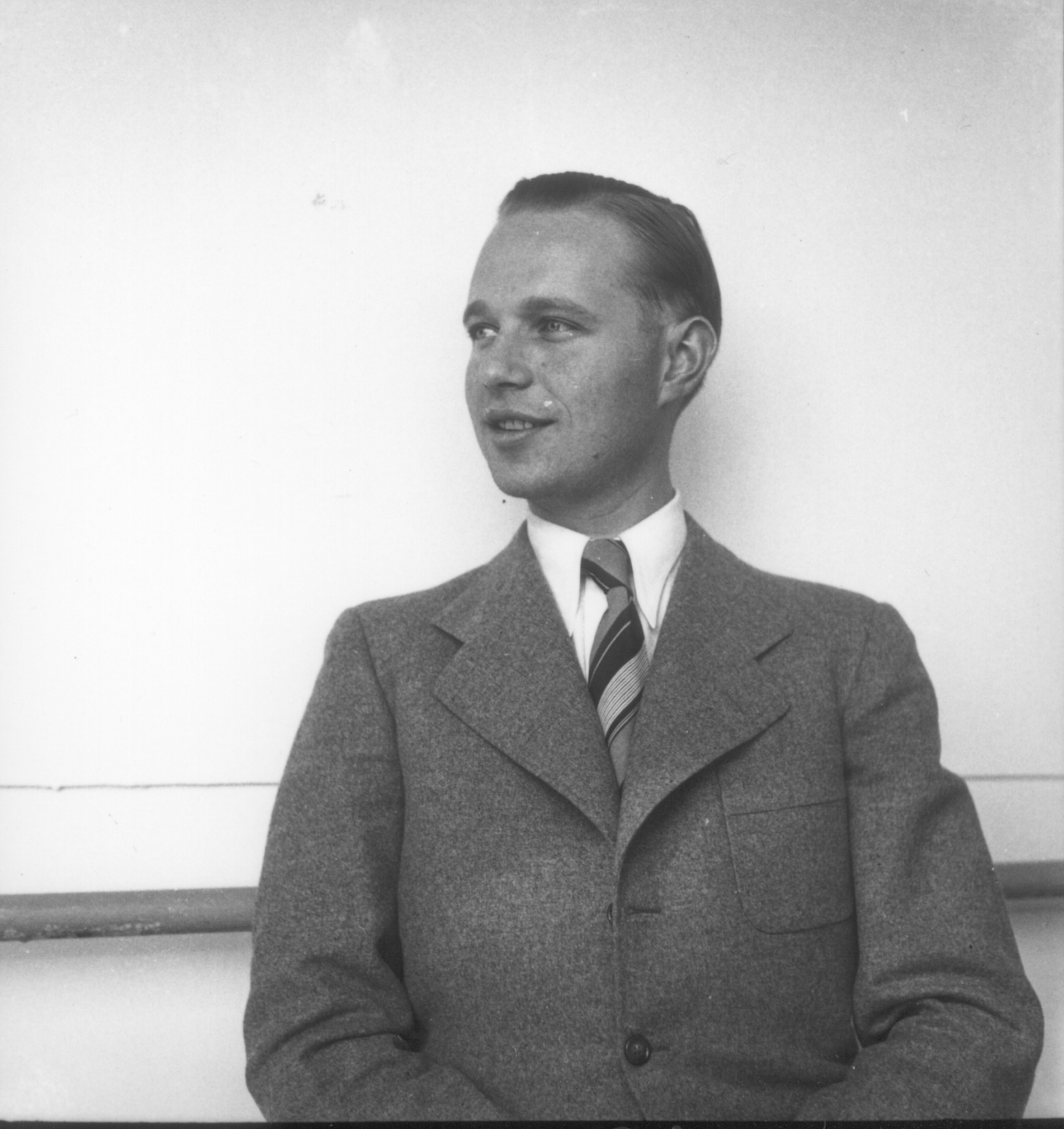
Selbstbildnis (zwischen 1936 und 1939)

Franz Grasser (* 26. März 1911 in Wörishofen; † 13. November 1944 in Noworossijsk) war ein deutscher Fotograf.

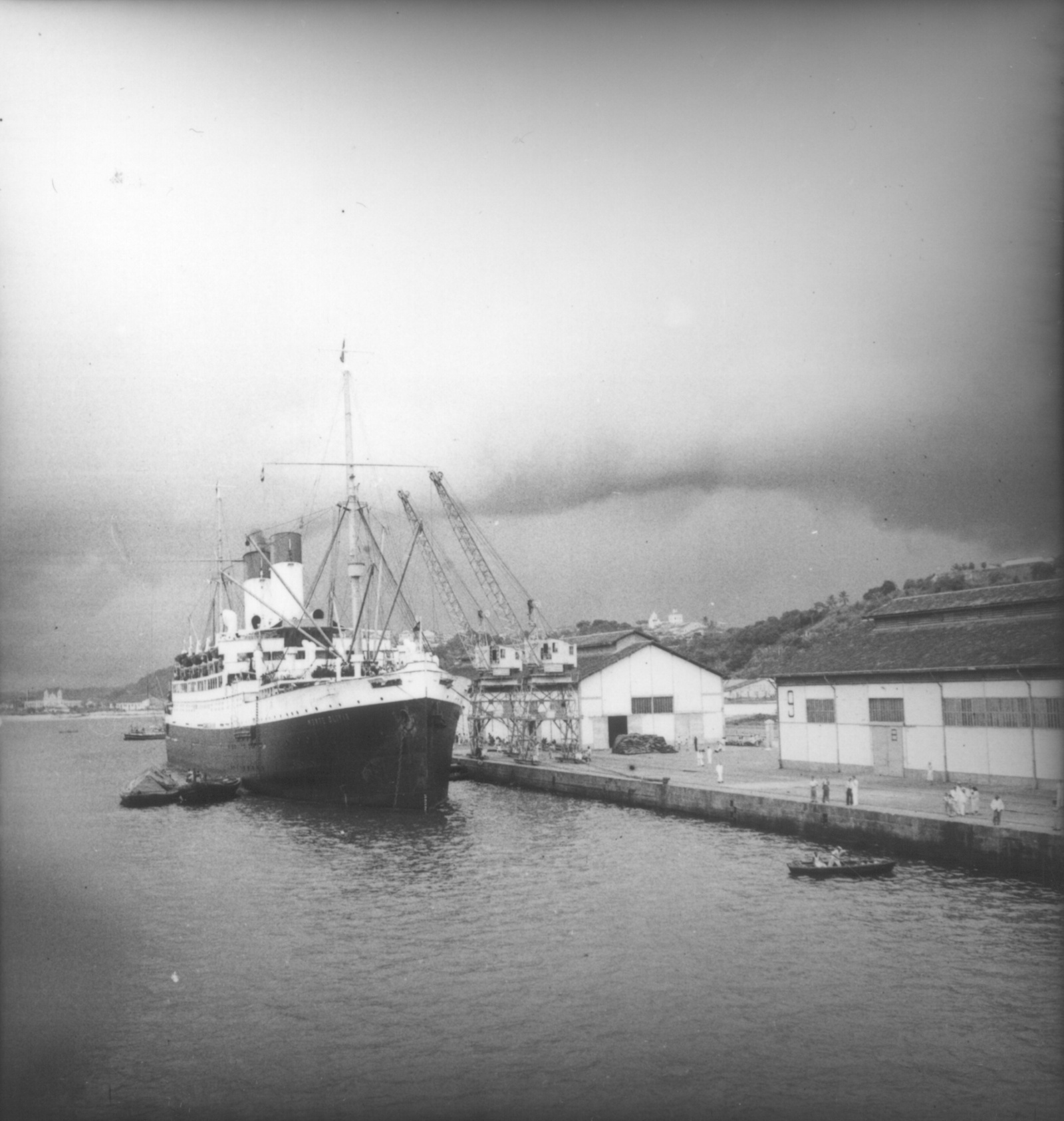
Foto Grassers des Passagierschiffs „Monte Olivia“

## Leben
Grasser wurde in Bad Wörishofen geboren und besuchte dort ein privates Gymnasium. Nach Abschluss einer Drogistenlehre lernte er das Fotografenhandwerk bei seinem Onkel Othmar Rutz (1879–1961), der im schweizerischen St. Moritz ein Foto- und Souvenirgeschäft betrieb.
Seit 1936 war Grasser als Bordfotograf, einer Untergattung der Reisefotografie, für die Hamburger Firma Carl Müller & Sohn tätig. Seine ersten Reisen führten ihn mit der Monte Olivia in das Nordland. Das Schiff war dafür von der Hamburg Südamerikanischen Dampfschifffahrts-Gesellschaft (HSDG) an die NS-Gemeinschaft Kraft durch Freude (KdF) verchartert worden. Vom Verdienst dieser und fünf weiterer sechstägiger „Seereisen für Arbeiter“ in die norwegischen Fjorde konnte sich Grasser die Anschaffung einer Leica für 300 Reichsmark leisten.
Bereits Ende Juli 1936 wurde er von der Hamburg Süd im Südamerikadienst eingesetzt. 1937/38 wurde er auf ein Weltreiseschiff beordert, das von 1936 bis 1938 für die Hapag über die Weltmeere kreuzte. Dort nutzte er erstmal die noch junge Farbfotografie.
Grassers Bordfotografien, Bilddokumente organisierten Reisens der wieder und noch immer prosperierender deutscher Reedereien, zeigen die durchaus glanzvolle und internationale Atmosphäre auf deutschen Kreuzfahrtschiffen – KdF-Fahrten und billige Touristenreisen einmal ausgenommen. Zu sehen sind luxuriöse Speisesäle, großzügige Salons, Schwimmbäder, Tennisplätze auf dem Oberdeck, das elegante Bordleben „mit allem Komfort der Neuzeit“. Jenseits der Faszination, des besonderen Reizes der frühen Farbfotografien erscheinen heiter an der Reling mit Offizieren plauschende Damen aus aller Welt rückblickend jedoch eher als Komparsen der reaktionären Modernität des NS-Systems, ineinander vertiefte Pärchen mit Grammophon stehen für Szenen eines Lebens auf den Bordplanken einer „Wohlfühldiktatur“, auf Kosten von massiver Staatsverschuldung, Enteignung der Juden und, etwas später, von Ausbeutung der besetzten Gebiete.
Mit Beginn des Zweiten Weltkrieges kam die deutsche Passagierschifffahrt zum Erliegen und mit ihr auch Grassers Tätigkeit als Bordfotograf. Für die Zeit zwischen 1939 und 1942 sind von ihm öffentliche Lichtbildvorträge mit Titeln wie „Mit Schiff und Farbfilm nach Indien“, „Das Antlitz der Erde. Auf deutschen Schiffen um die Welt“ sowie „Mit Schiff und Farbfilm um die Welt“ im Nachlass enthalten. Diese Veranstaltungen wurden von der Firma Carl Müller & Sohn angeboten, auch im Auftrag des Deutschen Volksbildungswerks zur Truppenbetreuung.

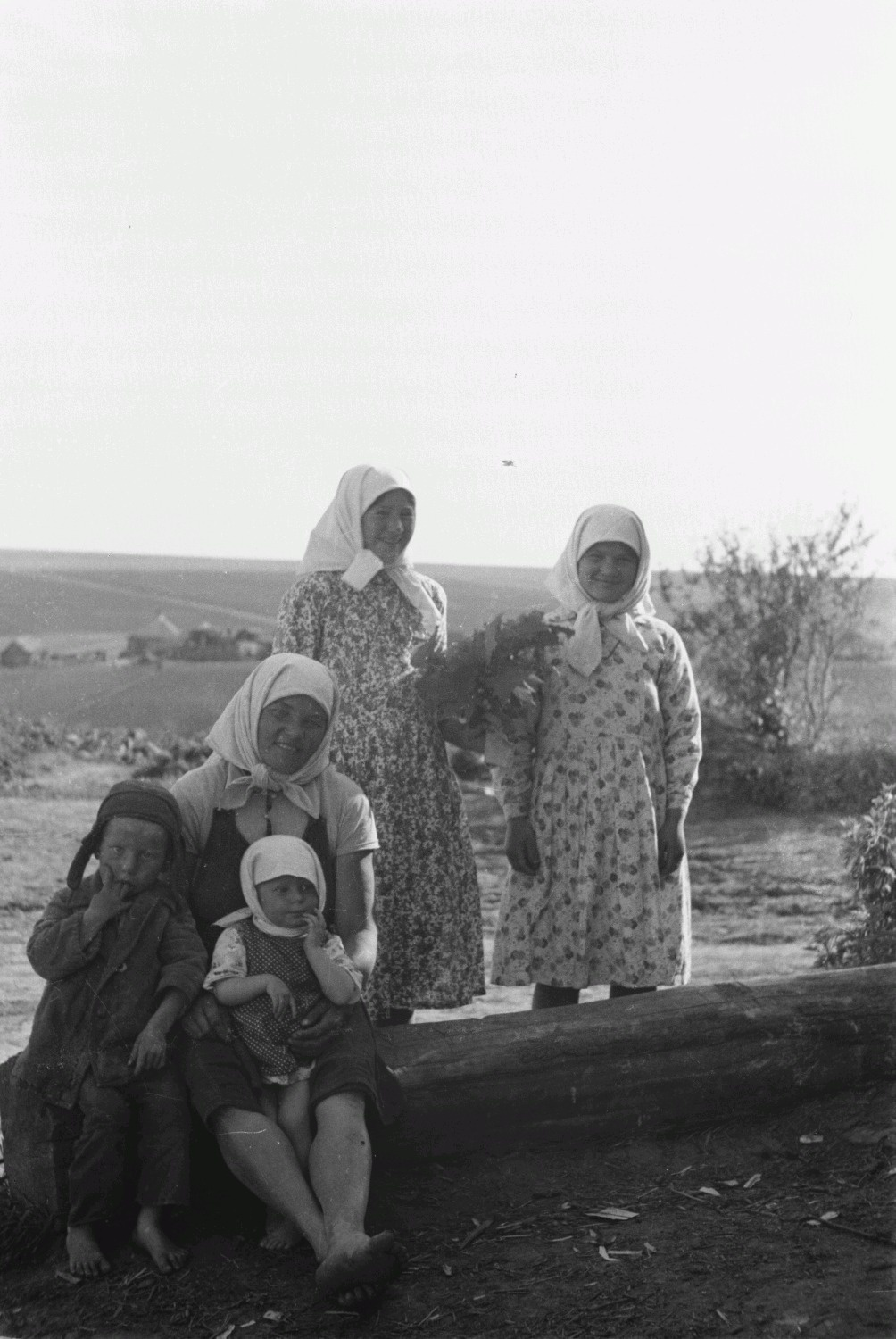
Foto Grassers aus der Sowjetunion 1943/1944

Im Frühjahr 1942 wurde Grasser eingezogen und zunächst in Holland stationiert. Er bemühte sich vergeblich um Versetzung zu einer Propagandakompanie. Um 1943 kam er in die Ukraine, am 13. November 1944 starb Grasser als Kriegsgefangener in Noworossijsk am Schwarzen Meer.

## Werk
Die Reiseaufnahmen Franz Grassers zeigen vertraute Ziele – doch während die Reiserouten der großen Kreuzfahrtschiffe im Wesentlichen die gleichen wie zu Beginn des 20. Jahrhunderts bei Oswald Lübeck sind, entstammen die Bilder ganz offensichtlich einer anderen Epoche, der Zeit des Nationalsozialismus. Die von Oswald Lübeck so oft abgelichtete formelle Reisekleidung der Kaiserzeit ist sportiver Eleganz gewichen. Mit der äußeren Erscheinung der Reisenden, Ausdruck des Strebens nach Modernität, hat sich auch die Wahrnehmung des Fremden verändert, technisch manifestiert im neuen Medium des Farbbilds, inhaltlich ablesbar an einer veränderten Bildpraxis.
Grassers Fotos erscheinen weit authentischer als jene Lübecks, wirken nicht arrangiert. Die in seinem Nachlass überlieferten Aufnahmen haben insgesamt eher den Charakter von Momentaufnahmen und zeigen, begünstigt von der mobilen Kleinbildkamera, vom Fotografen selbst gewählte Motive, nicht Ablichtungen eigens arrangierter Staffagen. Dabei folgen Grassers Aufnahmen durchaus den Mustern klassischer ethnographischer Fotografie. Er versucht, den Habitus seines Gegenübers einzufangen, seine Körperhaltung sowie Kleidung und Schmuck fast dokumenthaft wiederzugeben. Die Bilder zeigen Werkzeuge und Technologien, Sitten und Gebräuche. Doch obwohl Grasser selbst diese Aufnahmen zeitgemäß mit „Volkstypen“ bezeichnet, entstehen keine Typenaufnahmen im klassischen Sinn, sondern vielfach individuelle Porträts; in Gruppenaufnahmen wird soziale Interaktion sichtbar. Die Aufnahmen sind frei von Exotismen, nicht immer frei vom Pittoresken, verraten aber einen Blick für reale Lebensbedingungen. Spürbar ist vor allem eine vergleichsweise geringe Distanz zum Dargestellten, die sich nicht zuletzt in zahlreichen Nahaufnahmen äußert. Grasser wirkt insgesamt aufgeschlossen und neugierig, verzichtet auf die Inszenierung von Differenz, betont vielmehr die Vielfältigkeit von Lebensverhältnissen, überraschenderweise weitgehend unbeeindruckt von völkischen Denkmustern. Die Bilder scheinen, dem Credo des Reiseveranstalters entsprechend, geradezu zu illustrieren, „welche Welten gleichzeitig auf unserem Erdball leben, wie ungeheuer verschieden die Natur die Erdteile ausgestattet hat, und wie in den Menschen jahrtausendealte und neu aufstrebende Kräfte lebendig sind, die in unterschiedlichsten äußeren Formen ein Leben zu gestalten streben.“
Interessant ist hier jedoch weniger der unterschwellige Distinktionsversuch des Werbetextes, sondern vielmehr das antagonistisch aufgefasste Verhältnis von Zivilisation und Wildnis: „Kulturstadt und Negerdorf geben eine eigenartige Mischung, Boulevard und Urwald sind dicht beieinander“, heißt es im gleichen Reiseprospekt. Tatsächlich besichtigten die Reisenden jedoch nicht nur benachbarte, aber sorgfältig getrennte Lebensräume, sondern erlebten ein unmittelbares Neben- und Miteinander verschiedener Kulturen und sozialer Schichten im urbanen Raum der Anlaufhäfen. Diese kulturellen Interferenzen werden von Grasser nicht ausgeblendet, sondern werden explizit zum Bildgegenstand. Anders als bei Lübeck, dessen Aufnahmen ihren Gegenstand quasi musealisieren, zeichnen sich Grassers Fotos durch ihren reportageartigen Charakter aus. Sie leben nicht von der retrospektiven Nachbildung bereits überholter Muster, sondern illustrieren die Gleichzeitigkeit unterschiedlichster Lebenswirklichkeiten auf eine Weise, die die journalistische Faszination des Fotografen spüren lässt.
Bislang ist nicht bekannt, ob Aufnahmen Grassers in der illustrierten Presse publiziert worden sind. Bildberichte über ethnographische Themen gehörten dort zum Standardrepertoire. Die Bildsprache der Presse, die zunehmend subjektivierte Sicht der Stories, das Einbeziehen der Person des Autors in den Reportageinhalt, ein gewisser ‚Schnappschusscharakter’ der Aufnahmen finden sich jedenfalls auch bei Grasser.
In seltsamer Kontinuität zu den Aufnahmen des Bordfotografen stehen die Dias, die 1942/43 in der Sowjetunion bzw. der Ukraine entstanden sind. Sie folgen vielfach den gleichen ikonographischen Mustern, könnten auf den ersten Blick auch während des Landgangs einer Reisegesellschaft entstanden sein, doch unterlag das „Bilder machen“ hier gänzlich anderen Bedingungen. Die klassische Frage, aus welcher Perspektive die Aufnahmen gemacht worden sind, und für welchen Gebrauch sie bestimmt waren, kann jedoch nicht vollständig beantwortet werden. Fotos vom Kriegsalltag, von gefangenen sowjetischen Soldaten, Gruppenbilder von deren Frauen und Kindern in der Etappe finden sich auf ein und demselben Filmstreifen und weisen die Perspektive des Bildautors als die des feindlichen Besatzers aus. Dabei verblüfft allerdings die Wahrnehmung einer gewissen Vertrautheit des Fotografen mit der einheimischen Bevölkerung, obwohl sich auf anderen Bildern gleichwohl auch Angst und Unsicherheit der Abgelichteten abzeichnet. Insgesamt fehlt dem Blick des Fotografen die „konstitutionelle Überheblichkeit“ des Besatzers: Weder klassifiziert Grasser die vorgefundenen Lebensumstände als rückständig, noch inszeniert er die sozialen Verhältnisse als Ausdruck menschlicher, womöglich biologischer Eigenschaften. Seine Aufnahmen von Sitten und Gebräuchen, typischen Tätigkeiten oder Wohnhäusern sind Ausdruck seines ethnographischen Interesses und wahrscheinlich mit der Absicht einer späteren Verwendung für Vortragsreisen entstanden.
Ein wesentlicher Unterschied zu den Bordfotografien liegt nicht in Grassers Darstellung des Anderen, die seinen gewohnten beruflichen Mustern folgt, sondern im Verhältnis dieser Aufnahmen zu den Bildern des deutschen Kriegsalltags. Zwar finden sich vereinzelt Fotos, auf denen Einheimische gemeinsam mit deutschen Soldaten für die Kamera posieren, doch finden das Leben der Besetzten und der militärische Alltag der Besatzer in getrennten Bildwelten statt. Im Werkzusammenhang können aus letzteren die Herstellungsbedingungen für erstere abgeleitet werden. Sie werden dort jedoch als Bildgegenstand unterdrückt, wie auch der Umstand, dass sich der Aufnahmeort außerhalb ausgetretener Touristenpfade, weit im Inneren einer fremden Kulturregion befindet, den Fotos nicht anzusehen ist.

## Nachlass
Grassers rund 6.100 Aufnahmen umfassender fotografischer Nachlass gelangte 2009 aus Privatbesitz in die Deutsche Fotothek. Er beinhaltet neben 3.400 Schwarzweiß-Kleinbildnegativen, darunter 1.700 aus dem Zweiten Weltkrieg, auch einen großen Fundus von etwa 2.000 Agfacolor-Kleinbilddias mit Aufnahmen von Schiffsreisen aus dem Zeitraum 1937 bis 1939, die sowohl das Bordleben als auch die Landgänge rund um die Welt zeigen, außerdem einige Prints und Schriftdokumente.